# Settimana bianca (singolo)
Settimana bianca è un singolo del gruppo musicale italiano Il Pagante, pubblicato il 30 novembre 2018 ed estratto dall'album in studio Paninaro 2.0.

## Descrizione
La canzone viene inserita nel secondo album in studio della band Paninaro 2.0, pubblicato il 21 settembre 2018, e viene estratta come quinto singolo il 30 novembre 2018, annunciato sui social della formazione il 26 novembre. Il 30 dello stesso mese viene reso disponibile su YouTube il video ufficiale, caricato sul canale del trio, che vede la partecipazione dell'attore Massimo Boldi, il quale interpreta il padre di Eddy Veerus. Nella clip si vedono i tre membri del gruppo arrivare nella cittadina valdostana di Courmayeur e divertirsi sulle piste da sci e nelle strutture ricettive del Monte Bianco. Le riprese sono un omaggio ai cinepanettoni degli anni ottanta e novanta, 
così come il testo del singolo. Tra i lungometraggi omaggiati nelle registrazioni, si ricorda in particolare Vacanze di Natale, film commedia di Carlo Vanzina del 1983; nel testo vengono esplicitamente nominati i fratelli Vanzina ed i loro film, è presente la frase "La libidine è qui. Sole, whisky e sei in pole position", utilizzata dal personaggio interpretato da Guido Nicheli in Vacanze di Natale, ed anche il tipo di carattere utilizzato all'interno dei fotogrammi è lo stesso del film. La regia del video è a cura di Andrea Gallo, mentre la produzione è della E Ventures S.R.L., di proprietà di Guglielmo Panzera e Alfredo Tomasi. Le location utilizzate sono: Courmayeur Mont Blanc Funivie, Grand Hotel Royal & Golf Courmayeur, Rifugio Capanna Presena, Ristorante Oca Giuliva e Super G.
Settimana bianca è una cover di Surrender del gruppo musicale dance The Soundlovers, pubblicata nel 1998. Come riporta il video pubblicato su YouTube, il brano è stato scritto da Roberto Santini ed Edoardo Cremona (nome d'arte di Eddy Veerus), mentre è stato composto da Maurizio Molella, Gianni Fontana, Filippo Andrea Carmeni, Marco Sissa e Davide Gubitoso. Il brano è stato masterizzato da Gigi Barocco nello Studio104.

## Accoglienza
Secondo Diego Carluccio per il sito hano.it il video musicale risulta il "più bello della musica italiana".
La web radio iwebradio.fm valuta Settimana bianca come miglior disco della settimana tra il 10 dicembre e il 16 dicembre 2018.

## Tracce
1. Il Pagante – Settimana bianca – 2:43 (testo: Davide Gubitoso, Edoardo Cremona, Filippo Andrea Carmeni, Gianni Fontana, Marco Sissa, Maurizio Molella, Roberto Santini)

## Formazione

### Gruppo
- Roberta Branchini - voce
- Federica Napoli - voce
- Eddy Veerus - voce

## Classifiche
| Classifica (2020) | Posizione massima |
| ----------------- | ----------------- |
| Italia            | 43                |